# Lichess
Lichess és una pàgina web gratuïta i de codi obert per a jugar a escacs, creat per Thibault Duplessis en el programari Stockfish. Ha estat valiadada per la federació d'escacs dels Estats Units com a programa que juga net. Entre les seves opcions s'inclouen trencaclosques d'escacs, anàlisi per ordinador, torneigs i variants del joc.